# John Furey
John Furey (13 de abril de 1951) es un actor estadounidense de cine y televisión.

## Carrera
Su actuación más reconocida se dio en la película de terror de 1981 Friday the 13th Part 2 como Paul Holt. Sus trabajos más recientes en el cine incluyen participaciones en los filmes Scarlet Moon y The Galindez File de 2003. Furey apareció en la telenovela All My Children interpretando a Lee Hawkins en 1998. Ha realizado algunas apariciones en series de televisión como Eight Is Enough, CHiPs, Queer as Folk, Cheers and CSI: Crime Scene Investigation.

## Filmografía

### Cine
| Año  | Título                 | Papel             | Notas           |
| ---- | ---------------------- | ----------------- | --------------- |
| 1980 | Island Claws           | Chuck             |                 |
| 1981 | Friday the 13th Part 2 | Paul Holt         |                 |
| 1989 | Mutant on the Bounty   | Dag               |                 |
| 1995 | The Skateboard Kid II  | Raymond Curtis    |                 |
| 1996 | The Wolves             | Connors           |                 |
| 1998 | Black Thunder          | Moore             |                 |
| 1998 | Land of the Free       | Agente Luckenbill |                 |
| 2003 | The Galíndez File      | Norman Radcliffe  |                 |
| 2003 | Alien Tracker          | Dr. Russ Connelly | Directo a video |
| 2006 | Scarlet Moon           | Jesucristo        |                 |

### Televisión
| Año         | Título                            | Papel                         | Notas        |
| ----------- | --------------------------------- | ----------------------------- | ------------ |
| 1976        | The Blue Knight                   | Invitado a la fiesta          | 1 episodio   |
| 1977        | Eight Is Enough                   | Jugador de póker              | 1 episodio   |
| 1977        | Just a Little Inconvenience       | Barman                        | Telefilme    |
| 1977        | Rafferty                          |                               | 1 episodio   |
| 1978        | Emergency!                        | Charlie                       | 1 episodio   |
| 1978        | Logan's Run                       | Philip                        | 1 episodio   |
| 1978        | CHiPs                             | Sonny                         | 1 episodio   |
| 1980        | The Waltons                       | Stewart                       | 1 episodio   |
| 1980        | Lou Grant                         | Geoffrey McAdams              | 1 episodio   |
| 1983        | Cheers                            | Larry                         | 1 episodio   |
| 1983        | The Renegades                     | Harold Primus                 | 1 episodio   |
| 1983        | Bay City Blues                    | Guy Francis                   | 3 episodios  |
| 1983-88     | Hotel                             | Wayne Holtz / Roy Iverson Jr. | 2 episodios  |
| 1984        | Remington Steele                  | Walter Muller                 | 1 episodio   |
| 1985        | Murder, She Wrote                 | Stewart                       | 1 episodio   |
| 1985        | Brothers                          | Winston March III             | 1 episodio   |
| 1986        | T.J. Hooker                       | Charles A. Rolph              | 1 episodio   |
| 1986        | The Paper Chase                   | Ted                           | 1 episodio   |
| 1986        | Adam's Apple                      | Jeff Chapman                  | Telefilme    |
| 1987        | Designing Women                   | Trevor                        | 1 episodio   |
| 1987        | L.A. Law                          | Sr. Lewis                     | 1 episodio   |
| 1988        | Hooperman                         | DA                            | 1 episodio   |
| 1988        | Who's the Boss?                   | Matthew Hamilton              | 1 episodio   |
| 1990        | Jake and the Fatman               | Ned Redding                   | 1 episodio   |
| 1990        | Father Dowling Mysteries          | Mark Tannen                   | 1 episodio   |
| 1990        | Over My Dead Body                 | Dane Chalmers                 | 1 episodio   |
| 1990        | Guess Who's Coming for Christmas? | Michael                       | Telefilme    |
| 1991        | Matlock                           | Matt Grayson                  | 1 episodio   |
| 1996        | Baywatch Nights                   | Rhett Collins                 | 1 episodio   |
| 1996        | An Unfinished Affair              | Detective Wright              | Telefilme    |
| 1996        | ER                                | Jason Lucas                   | 1 episodio   |
| 1996        | Women: Stories of Passion         | John                          | 1 episodio   |
| 1997        | Beyond Belief: Fact or Fiction    | Segmento: Justice is Served   | 1 episodio   |
| 1997 - 2003 | JAG                               | Sachs                         | 2 episodios  |
| 1998        | Pensacola: Wings of Gold          | Albert Kerwood                | 1 episodio   |
| 1998        | All My Children                   | Lee Hawkins                   | 10 episodios |
| 1998        | NYPD Blue                         | Dave Houston                  | 1 episodio   |
| 2000        | Walker, Texas Ranger              | Dennis Franklin               | 1 episodio   |
| 2000        | Family Law                        | Milt Rescher                  | 1 episodio   |
| 2000        | The Pretender                     | Ted Wright                    | 1 episodio   |
| 2000        | Earth: Final Conflict             | Roberts                       | 1 episodio   |
| 2001        | And Never Let Her Go              | Louis Capano                  | Telefilme    |
| 2001        | Rough Air: Danger on Flight 534   | Detective Kevin Muldoon       | Telefilme    |
| 2001-05     | Queer as Folk                     | Craig Taylor                  | 4 episodios  |
| 2002        | A Killing Spring                  | Reed Gallagher                | Telefilme    |
| 2002        | Tracker                           | Dr. Russ Connelly             | 2 episodios  |
| 2003        | Blue Murder                       | Brent Crowley                 | 1 episodio   |
| 2003        | Law & Order: Criminal Intent      | Michael Koehler               | 1 episodio   |
| 2004        | The Guardian                      | Brent Ford                    | 1 episodio   |
| 2005        | Judging Amy                       | George St. Clair              | 1 episodio   |
| 2005        | CSI: Crime Scene Investigation    | Gabe Miller                   | 1 episodio   |
| 2006        | A Little Thing Called Murder      | Harold Evans                  | Telefilme    |
| 2006        | Flight 93                         | Controlador aéreo             | Telefilme    |
| 2006        | Monk                              | Dennis                        | 1 episodio   |
| 2006        | A Daughter's Conviction           | Det. Gibson                   | Telefilme    |
| 2008        | As the World Turns                | Mayor                         | 1 episodio   |
| 2011        | The Mentalist                     | Smarmy Man                    | 1 episodio   |
| 2011        | Days of Our Lives                 | Rob                           | 8 episodios  |
| 2012        | Harry's Law                       | Doctor                        | 1 episodio   |
| 2012-13     | Switched at Birth                 | Sargento Breims               | 2 episodios  |
| 2013        | Enlightened                       | Howell                        | 1 episodio   |